# Association Football Club Ann Arbor
O AFC Ann Arbor é um clube de futebol americano baseado em Ann Arbor, Michigan que atualmente joga USL League Two . A equipe jogou na National Premier Soccer League de 2016 a 2019.

## História

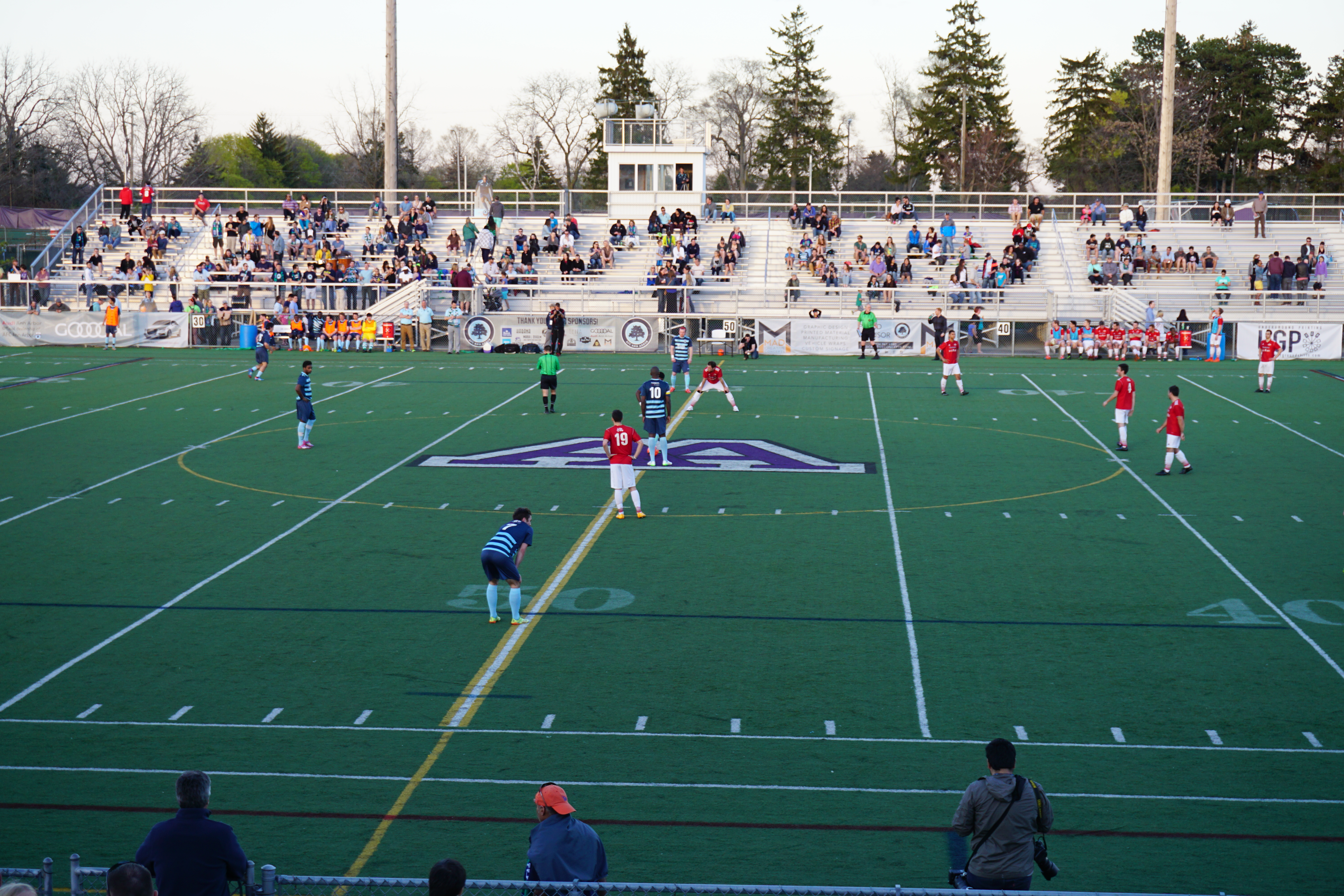
AFC Ann Arbor em ação contra o San Marino Soccer em um amistoso de 2015 no Hollway Field

A AFC Ann Arbor foi iniciada por um grupo de moradores de Ann Arbor com o desejo de ter uma equipe local. A equipe havia se inscrito na National Premier Soccer League para a temporada de 2015, mas sua inscrição foi recusada. Em vez disso, o AFC Ann Arbor e o Grand Rapids FC, outro time negado pelo NPSL, resolveram criar a sua própria liga, denominada Great Lakes Premier League. A nova liga realizou suas reuniões inaugurais em 17 de janeiro de 2015.  
A partir da temporada de 2016, o AFC Ann Arbor jogou na National Premier Soccer League como parte da região Centro-Oeste sob o comando de Eric Rudland, ex- Lansing United . Eles terminaram em segundo lugar na Divisão Oeste dos Grandes Lagos em sua primeira temporada no NPSL, avançando para os playoffs nacionais, mas acabando perdendo para o AFC Cleveland nos pênaltis.  
A temporada de 2017 trouxe mais sucesso para a AFC Ann Arbor ao vencer seu primeiro campeonato da divisão dos Grandes Lagos e a título da Michigan Milk Cup no processo. Eles avançaram novamente para os playoffs nacionais do NPSL, derrotando o Dayton Dynamo no segundo registro antes de cairem para o Detroit City FC por 3 a 2 em prorrogação na final regional do Meio-Oeste.
A temporada de 2018 trouxe à AFC Ann Arbor o seu segundo campeonato consecutivo da divisão dos Grandes Lagos, superando o FC Columbus por 1-0 no campeonato. O time sediou as semifinais e as finais na Ann Arbor Huron High School. O clube superou o Cleveland SC por 1 a 0 nas meias-finais, mas caiu para o Duluth FC nos pênaltis na final. Após a conclusão da temporada, Joseph Stanley Okumu, um zagueiro que passou a temporada de 2018 com o clube, foi nomeado Jogador do Ano NPSL do TopDrawerSoccer.com.

## Estádio
O campo que a equipe utilizou na temporada 2019 é o Cardinal Stadium da Universidade de Concordia, localizado fora da Geddes Road em Ann Arbor. Hollway Field, localizado na Pioneer High School, foi o campo da equipe nas três primeiras temporadas de existência das equipes. A equipe então se mudou para a Skyline High School para a temporada de 2018.